# Verband der Regionalmedien Österreichs
Der Verband der Regionalmedien Österreichs (VRM), gegründet 1992, ist die Interessenvertretung und Dachorganisation der österreichischen Regional- und Gratiszeitungen.

## Der Verband
Dem VRM gehören rund 240 Zeitungen aus ganz Österreich mit einer Gesamtauflage von ca. 8 Mio. an. Der Großteil davon sind regionale Wochenzeitungen, wie etwa die Bezirksblätter, die Woche, die Tips oder die Bezirksrundschau. Aber auch die Tageszeitung Heute, sowie eine Reihe von Magazinen (z. B. das Weekend Magazin), sind Mitglieder im VRM. Vorsitzender ist Josef Gruber (Präsident). Sitz des Verbandes ist Wien.
Der Verband vertritt rund 240 Zeitungen mit einer Einmal-Auflage von ca. 8 Mio. Die Jahresauflage aller Mitgliederzeitungen entspricht etwa 400 Millionen Exemplaren.
Der VRM wurde 1992 in der Steiermark gegründet und ist seit 2000 als kollektivvertragsfähige Körperschaft auch vom Staat anerkannt. Er ist Mitglied in den Trägervereinen von Werberat und Presserat und trägt so den Gedanken der Selbstkontrolle sowohl bei Redaktion als auch bei Werbung bei.

### Redaktionelle Ausrichtung
Die Redaktionen der Medien sind unabhängig. Die zumeist wöchentlich erscheinenden Inhalte in Print und die tagesaktuelle Berichte in Online stammen aus der unmittelbaren Umgebung der Menschen und sind fast zur Gänze selbst recherchiert und gestaltet. Die Medien liefern lokale Nachrichten aus dem unmittelbaren Lebensumfeld der Leser und gelten als mediale Nahversorger. Viele Medien, die in einzelnen Bezirken erscheinen, ergänzen ihre Berichte um Bundesland-Themen und um österreichweit relevanten Themen.

### Reichweite und Datenerhebung
Alle großen Mitglieder des VRM nehmen seit Jahren an der Media-Analyse teil und weisen konstant hohe Reichweite aus. Das Print-Nutzungsverhalten der Österreicher ab 14 Jahren wird durch die Media Analyse halbjährlich ermittelt. Sie ist die größte Studie zur Erhebung des Medienkonsums der österreichischen Wohnbevölkerung in den Privathaushalten ab 14 Jahren und wird gemäß dem aktuellen Mikrozensus der Statistik Austria durch Fessel-GfK und IFES durchgeführt.
Die Regionalzeitungen stehen in fast jedem Bundesland an der Spitze der Print-Reichweite und bieten Informationen über Politik, Veranstaltungen, Vereine, Institutionen, Ärzte, Apotheken usw.

## Mitgliedszeitungen
Wien
- MeinBezirk Wien (23 Lokalausgaben)
- Heute Wien
- Kosmo
- Vormagazin
- Wiener Bezirksblatt (23 Lokalausgaben)
- Weekend Magazin Wien

Niederösterreich
- MeinBezirk Niederösterreich (23 Lokalausgaben)
- Bote aus der buckligen Welt
- Heute Niederösterreich
- NÖN-Mittendrin (23 Lokalausgaben)
- Servus Nachbar
- Tips (Amstetten)
- Weekend Magazin Niederösterreich

Burgenland
- MeinBezirk Burgenland (6 Lokalausgaben)
- BVZ-Mittendrin (7 Lokalausgaben)
- Prima Magazin
- Weekend Magazin Burgenland

Steiermark
- der Grazer
- MeinBezirk Steiermark (18 Lokalausgaben)
- Prima Magazin
- Obersteirische Rundschau (3 Lokalausgaben)
- Sport aktiv
- Weekend Magazin Steiermark

Kärnten
- Kärntner Regionalmedien (8 Lokalausgaben)
- MeinBezirk Kärnten (8 Lokalausgaben)
- Weekend Magazin Kärnten

Oberösterreich
- MeinBezirk Oberösterreich (17 Lokalausgaben)
- Heute Oberösterreich
- Tips (17 Lokalausgaben)
- Unser Magazin
- Weekend Magazin Oberösterreich

Salzburg
- MeinBezirk Salzburg (7 Lokalausgaben)
- Salzburger Woche
- Weekend Magazin Salzburg

Tirol
- MeinBezirk Tirol (12 Lokalausgaben)
- Rundschau Oberländer Wochenzeitung (4 Lokalausgaben)
- Weekend Magazin Tirol

Vorarlberg
- Regionalzeitungen Vorarlberg (5 Lokalausgaben)
- Weekend Magazin Vorarlberg